# Чеширський кіт

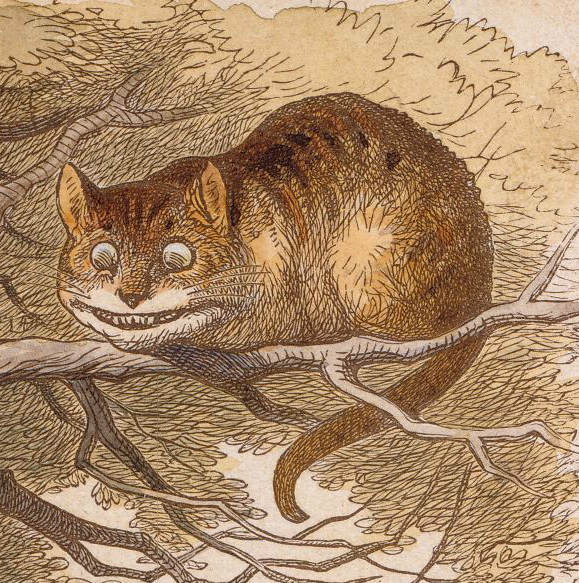
Чеширський Кіт, ілюстрація Джона Тенніела, 1865 р.

Чеширський Кіт (англ. Cheshire Cat) — персонаж книги Льюїса Керрола «Аліса в Країні чудес», знаменитий своєю загадковою усмішкою та вмінням щезати, розчиняючись у повітрі, залишаючи на прощання тільки усмішку. Ім'я кота пов'язане з графством Чешир, де народився Льюїс Керролл.

## Походження персонажа
«Класичний словник народної мови» (англ. A Classical Dictionary of the Vulgar Tongue) в його другому виданні 1788 року наводить найраніший вислів, де згадується кіт з графства Чешир: «Він усміхається, як чеширський кіт; так кажуть про всякого, хто показує зуби та ясна, сміючись».
У церкві Вільфріда Йоркського в Ґраппенголлі, недалеко від місця народження Керрола, існує барельєф XVI ст., що зображає кота, який усміхається. Подібний барельєф існує в стародавньому будинку Брімстейдж-Голл, розташованому в Чеширі. Саме це зображення письменник згадував у своїх мемуарах. Імовірно, що так місцеві жителі зображали геральдичного лева чи споріднену тварину. Крім того, в Чеширі виготовляли сир у формі кота з усмішкою.
Можливо, що Чеширський Кіт у Керрола виник як пародія на оксфордського професора Едварда Боварі Пасі (англ. Edward Bouverie Pusey, прізвище звучить подібно до «Puss» — кіт), наставника Керрола. Або Діна Стенлі, священника та історика з Чешира, відомого своїми ліберальними поглядами.
Інша версія пов'язує Чеширського кота з захопленням Льюїса Керрола — той був не лише письменником та математиком, а й одним з найвидатніших британських фотографів свого часу. Поступове проявлення негативів могло нагадати Керролу легенду про кота-привида з околиць міста Конглтон в Чеширі. В легенді, відомій з XVIII ст., це білий кіт, що сидить біля руїн місцевого абатства. Колись він начебто належав доглядачці цього абатства, місіс Вінґе. Якось із ним щось сталось і кіт більше не заходив усередину, а коли його бачили, поступово розтавав у повітрі. Коли до руїн наближається людина, кіт стрибає вгору та щезає.

## Чеширський Кіт у культурі

### Мультфільми та фільми
1. Чеширський Кіт з'являється в мультфільмі «Аліса в Країні чудес» та книгах від Діснея. Також він є персонажем серії ігор Kingdom Hearts у світі Wonderland, яка базується на діснеївському мультфільмі.
2. Чеширський Кіт присутній у радянському мультфільмі «Аліса в Країні чудес» (1981).
3. 2010 року в прокат вийшов фільм Тіма Бертона «Аліса в Країні чудес». У фільмі Кіт виглядає доволі симпатично, має сині смуги на шерсті. Він має здатність міняти обличчя та зникати, він набуває вигляду Капелюшника, щоб врятувати його в обмін на його капелюх. За мотивами фільму створено комп'ютерну гру, де також присутній Чеширський Кіт.
4. Образ Чеширського Кота (як і інших персонажів «Аліси») іноді з'являється у сюжетній лінії японських аніме і манґи, наприклад, Pandora Hearts, Hellsing .

### Книги
1. У книзі Джеффа Нуна «Автоматична Аліса» пояснюється здатність Кота з'являтись і зникати.
2. Події, що відбуваються в «Алісі…» Керрола в розповіді Анджея Сапковського «Золотий полудень» розповідаються Чеширським котом, який за сюжетом — правитель всіх котів.
3. У романах Джаспера Ффорде Чеширський Кіт представлений як бібліотекар Великої Бібліотеки Книгосвіття та через адміністративну реформу в Великобратанії називає себе «Єдиним і Повноправним Представником Ворінгтонських Котів»
4. Чеширський Кіт також фігурує у сазі Роджера Желязни «Хроніки Амбера», де поміж інших світів існує світ Країни чудес з усіма його мешканцями. Чеширський Кіт постає як експерт магічних знань.